# Мыта
Мыта (укр. Мита) — село в Козёвской сельской общине Стрыйского района Львовской области Украины.
Население по переписи 2001 года составляло 285 человек. Занимает площадь 1,09 км². Почтовый индекс — 82615. Телефонный код — 3251.